# Поліхно (Келецький повіт)
Поліхно (пол. Polichno) — село в Польщі, у гміні Хенцини Келецького повіту Свентокшиського воєводства.
Населення — 913 осіб (2011).
У 1975-1998 роках село належало до Келецького воєводства.

## Демографія
Демографічна структура на день 31 березня 2011 року:
|          | Загалом | Допрацездатний вік | Працездатний вік | Постпрацездатний вік |
| -------- | ------- | ------------------ | ---------------- | -------------------- |
| Чоловіки | 456     | 99                 | 309              | 48                   |
| Жінки    | 457     | 96                 | 280              | 81                   |
| Разом    | 913     | 195                | 589              | 129                  |